# Johann Frank
Johann Frank (14 maggio 1938 – 2 gennaio 2010) è stato un calciatore austriaco, di ruolo difensore.

## Carriera

### Nazionale
Esordisce il 13 ottobre 1963 contro l'Irlanda (3-2).

## Palmarès

### Club

#### Competizioni nazionali
- Campionato austriaco: 2

Austria Vienna: 1968-1969, 1969-1970
- Coppa d'Austria: 2

Austria Vienna: 1966-1967, 1970-1971